# کرفت (دهانه)
کرفت یک دهانه برخوردی در ماه است.

## دهانه‌های اقماری
این دهانه ۸ دهانه اقماری دارد.
| Krafft | عرض جغرافیایی | طول جغرافیایی | قطر          |
| ------ | ------------- | ------------- | ------------ |
| C      | ۱۶٫۴° N       | ۷۲٫۳° W       | ۱۳٫۰ کیلومتر |
| E      | ۱۵٫۹° N       | ۷۱٫۷° W       | ۱۰٫۰ کیلومتر |
| D      | ۱۵٫۱° N       | ۷۳٫۳° W       | ۱۲٫۰ کیلومتر |
| H      | ۱۷٫۰° N       | ۷۷٫۸° W       | ۱۵٫۰ کیلومتر |
| K      | ۱۶٫۵° N       | ۷۴٫۵° W       | ۱۱٫۰ کیلومتر |
| M      | ۱۷٫۸° N       | ۷۵٫۵° W       | ۱۰٫۰ کیلومتر |
| L      | ۱۶٫۰° N       | ۷۶٫۳° W       | ۲۰٫۰ کیلومتر |
| U      | ۱۷٫۲° N       | ۶۴٫۷° W       | ۳٫۰ کیلومتر  |